# اینجا رو داشته باش (ترانه نیکی میناژ و ویل.آی.ام)
«اینجا رو داشته باش» تک‌آهنگی از هنرمند اهل ایالات متحده آمریکا ویل.آی.ام، نیکی میناژ است که در ۳ سپتامبر ۲۰۱۰ منتشر شد. این تک‌آهنگ در آلبوم جمعه صورتی قرار داشت.
این تک‌آهنگ در چارت‌های ، جزو ده ترانه اول قرار گرفت.